# La Chapelle-sous-Brancion
La Chapelle-sous-Brancion là một xã ở tỉnh Saône-et-Loire trong vùng Bourgogne-Franche-Comté nước Pháp.

## Thông tin nhân khẩu
Theo điều tra dân số năm 1999, xã này có dân số 139 người.

## Tham khảo

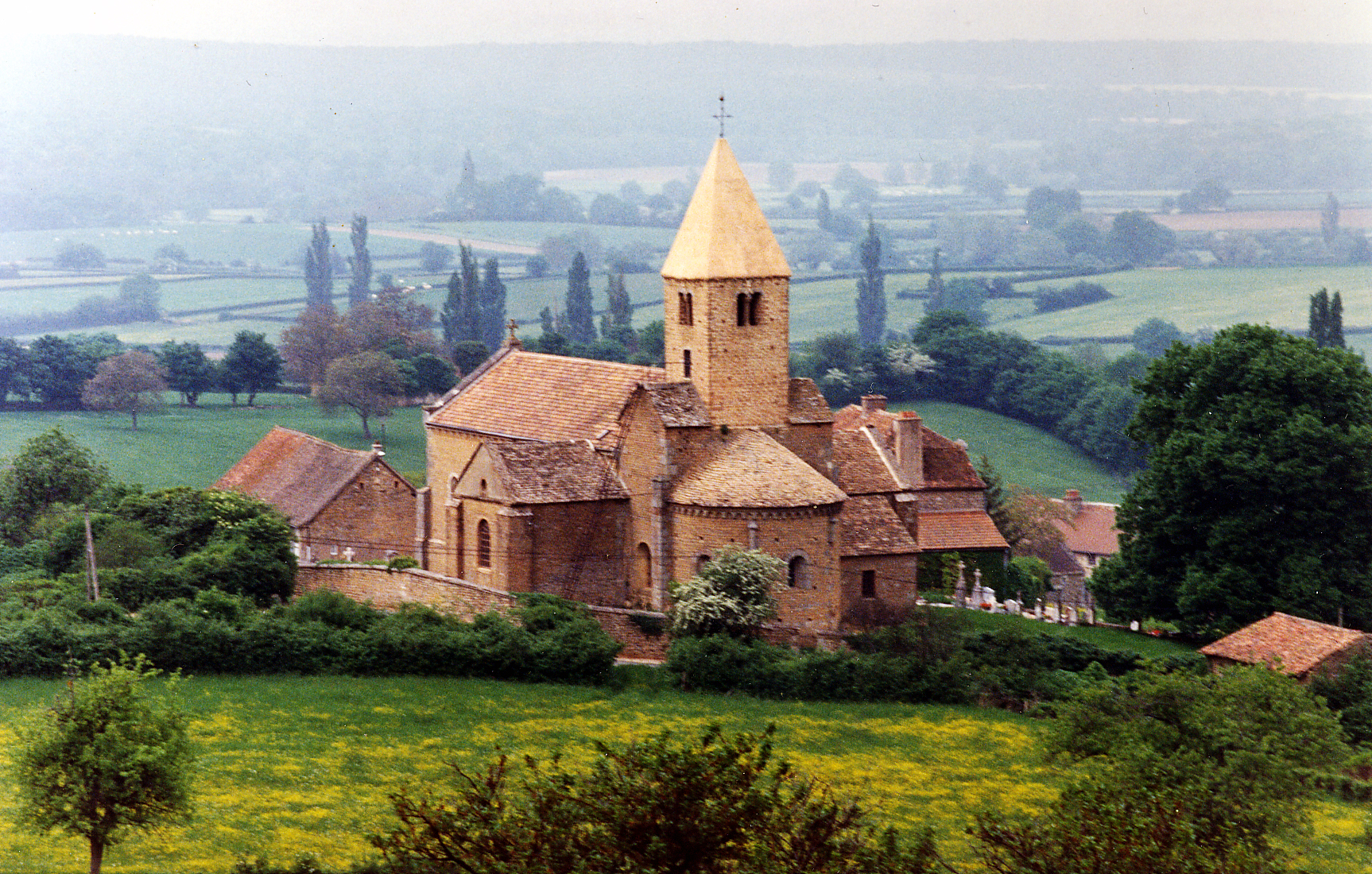
Nhà thờ thế kỷ 12